# Садово-Ботанічна вулиця
Садово-Ботанічна ву́лиця — вулиця в Печерському районі міста Києва, місцевості Звіринець, Бусове поле, Верхня Теличка. Пролягає від Бастіонної вулиці (як її продовження) до Залізничного шосе. 
Прилучаються вулиці Звіринецька (двічі), Ржищівська, Омелютинська, Дубенська, провулки Садово-Ботанічний і Звіринецький.

## Історія
Вулиця виникла в 2-й половині XIX століття як сполучення вулиць Омелютинської і частини Військово-Кладовищенської, які було об'єднано 1955 року під назвою Тимірязєвська на честь Климента Тимірязєва. Решта Військово-Кладовищенської вулиці 1957 року набула назву вулиця Алексієнка (вулиця Петра Алексієнка), на честь Петра Алексієнка (вулицю ліквідовано на початку 1980-х років у зв'язку зі знесенням старої забудови).
Сучасна назва — з 2022 року.
Неподалік до середини XX століття також існувала Садовоботанічна вулиця.

## Забудова
Малоповерхова садибна забудова на сучасній вулиці Садово-Ботанічній, на її відтинку від вулиці Ржищівської до Садово-Ботанічного провулку, та на відтинку від Вулиці Соловцова до Залізничного шосе, зафіксована на мапах Києва 1925 року. У 1930-х роках приватними садибами забудовується простір між Садово-Ботанічною та Звіринецькою вулицями. Внаслідок зростання населення у цій місцевості на вулиці у 1938 році збудували двоповерхову школу за типовим проєктом 118, розраховану на 280 учнів (№ 36), після Другої світової війни шкільну будівлю розширили та надбудували третій поверх.
За Генеральним планом Києва 1930-х років Тимірязєвську вулицю мали значно розширити, перетворивши її на трасу, що з'єднувала б Печерськ і район сучасної Видубицької розв'язки, а також у даній місцевості планували звести низку науково-дослідних інститутів. Однак ці плани так і не були втілені в життя.
У другій половині XX століття місцевість, де пролягає Тимірязєвська вулиця, починає активно забудовуватися спочатку малоповерховими приватними садибами, а пізніше — більш висотними житловими будинками. За незалежної України, у 2000-х роках тут починають будувати житлові комплекси преміального сегменту, з різною поверховістю. Так, наприкінці 2000-х років на розі з Тимірязєвським провулком звели елітний житловий будинок, що складається з двоповерхової основної частини та шестиповерхової кутової частини, виконаної у вигляді башти (№ 30/1—34-б), наприкінці 2010-х років — восьмиповерховий багатоквартирний житловий будинок (№ 28/2).

## Пам'ятки
Храм-пам'ятник Святого Миколи Чудотворця на Братському кладовищі (будівництво тривало в 1915—1917, незавершений). Пам'ятка архітектури місцевого значення (з 2008). Нині — лабораторний корпус Інституту проблем міцности НАН України (№ 2-А).

## Установи та заклади
- НДІ інтелектуальної власності (буд. № 66/3)
- Загальноосвітня школа № 5 (буд. № 36)
- Національний ботанічний сад імені Миколи Гришка НАН України (буд. № 1)
- Бібліотека Національного ботанічного саду ім. М. М. Гришка НАН України (буд. № 1)
- Державна служба заповідної справи Міністерства природи України (буд. № 1)
- Інститут проблем міцності імені Г. С. Писаренка Національної академії наук України (буд. № 2)
- Редакція журналу «Проблемы прочности» (буд. № 2)

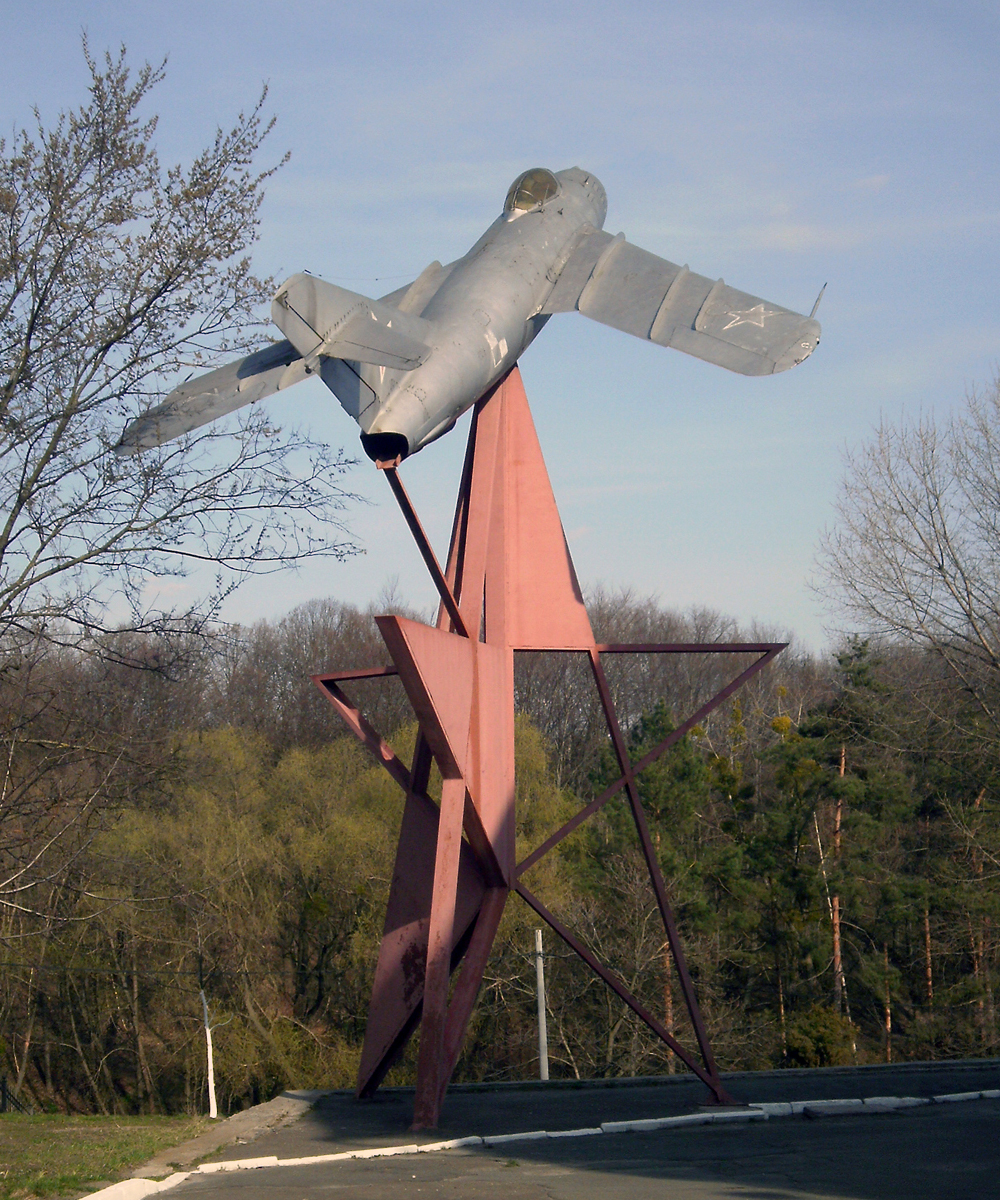
МіГ-17 біля школи № 5 (знищено 2023 року[10])

## Меморіальні дошки
- Гришку Миколі Миколайовичу, академіку, засновнику і першому директору Національного ботанічного саду (буд. № 1, на території ботанічного саду)
- Писаренку Георгію Степановичу, академіку, засновнику Інституту проблем міцності (буд. № 2)

Меморіальна дошка на честь Миколи Гришка
Меморіальна дошка на честь Георгія Писаренка